# Allégorèse
L'allégorèse est une méthode d'herméneutique qui privilégie le sens allégorique d'un écrit, notamment dans le domaine de l'exégèse biblique. Elle est développée, entre autres, par l'École théologique d'Alexandrie. Parmi les auteurs qui emploient cette technique  interprétative, on peut citer Philon d'Alexandrie mais aussi le rédacteur de l'Épître aux Hébreux, ou plus tard Origène et, à la suite d'Augustin d'Hippone, l'exégèse chrétienne du Moyen Âge.

## Présentation
Dans l'herméneutique philosophique, l'école stoïcienne distingue deux catégories de langage : le logos extérieur  et le logos intérieur. L'allégorèse permet de dévoiler la signification cachée d’un texte à travers l’allégorie. 
Ce type de lecture peut résulter d'une recherche systématique ou être vécu comme une expérience mystique, selon la nature du texte qu'il tente de décrypter. Cette technique a été appliquée aux œuvres d'Homère et de Virgile mais surtout à la Bible.
Philon d’Alexandrie est le premier à utiliser l’allégorèse dans son exégèse de la Torah. Plus tard, Origène, inventeur du système des quatre sens de l'Écriture dans le monde chrétien, puis Augustin d'Hippone reprennent le concept du sens caché que doit découvrir l’allégorèse : ils établissent ainsi les bases d'une  exégèse biblique qui devient l'interprétation chrétienne majoritaire pendant tout le Moyen Âge.
L'allégorèse occupe une place primordiale dans la formation de la culture européenne.

## Allégorèse et théologie
Avec la Réforme protestante, l’exégèse médiévale et l'allégorèse sont l'objet des critiques de Luther, qui estime que l'Église catholique a trop négligé le sens obvie des Écritures, et pose les bases d’une nouvelle approche de la Bible.
Dans le judaïsme, l’allégorie à la source de l’interprétation du langage « suppose tout à la fois l’existence de la vérité et l’épreuve de son absence : c’est parce qu’il est exilé du vrai que l’homme se fait allégoriste. Pour le christianisme, au contraire, c’est l’incarnation de Dieu qui fait l’allégorèse ; c’est parce que le divin est devenu visible, en la personne de Jésus-Christ, qu’elle apparaît possible et nécessaire », écrit Yves Hersant.